# Audioreflektor
Audiorefektor je ultrazvukový směrový zářič, který umožňuje přesné řízení zvukového signálu. Jedná se o nový přístup k tvorbě a distribuci zvuku, který umožňuje pracovat se zvukem podobně jako se světlem. Díky tomuto vynálezu je poprvé v historii možno ovládat a řídit zvuk v jeho šíření a lokalizaci.
Tato technologie nemá nic společného s klasikou koncepcí distribuce zvuku, jak ji dnes známe. 
Průkopníkem a vynálezcem této technologie je Dr. F. J. Pompei z firmy Holosonic.